# Philoscia maxima
Philoscia maxima är en kräftdjursart som beskrevs av Wahrberg1922. Philoscia maxima ingår i släktet Philoscia och familjen Philosciidae. Inga underarter finns listade i Catalogue of Life.